# Emissionsgrenzwert
Ein Emissionsgrenzwert ist ein Grenzwert, der im Immissionsschutzrecht zur Anwendung kommt. Er begrenzt die jeweilige Emission, die von einer technischen Anlage maximal ausgehen darf.

## Hintergrund
Der Betrieb von technischen Anlagen ist in der Regel mit Emissionen verbunden. Dazu zählen neben Luftverunreinigungen auch Erschütterungen, Geräusche, Licht und Strahlen. Diese sind, sofern sie nicht vermeidbar sind, zu vermindern. Darum werden Emissionsgrenzwerte in rechtlichen Regelungen, wie beispielsweise EG-Richtlinien, Verordnungen oder Genehmigungen, festgelegt. Emissionsgrenzwerte werden auch als Emissionsstandards mit Rechtsnormcharakter bezeichnet.
In der Luftreinhaltung werden Emissionsgrenzwerte entweder auf eine Konzentration oder eine Fracht bezogen. In Deutschland sind sie unter anderem in einigen Bundes-Immissionsschutzverordnungen niedergelegt.